# George Abela
George Abela (maltsky Ġorġ Abela) (* 22. dubna 1948 Qormi) je maltský politik, v letech roku 2009–2014 maltský prezident.
V období 1982 až 1992 byl předsedou Maltského fotbalového svazu (Malta Football Association).
Dne 1. dubna 2009 byl sněmovnou zvolen prezidentem Maltské republiky. Prezidentský slib přijal 4. dubna 2009. Jeho předchůdce v úřadu byl Edward Fenech Adami.
Syn Robert Abela se v roce 2020 stal předsedou vlády.